# Idarnes simus
Idarnes simus är en stekelart som beskrevs av Gordh 1975. Idarnes simus ingår i släktet Idarnes och familjen fikonsteklar.
Artens utbredningsområde är Costa Rica. Inga underarter finns listade i Catalogue of Life.